# Garry Shandling
Garry Emmanuel Shandling (Chicago, 29 de novembro de 1949 – Los Angeles, 24 de março de 2016) foi um comediante e ator norte-americano. Duas de suas obras mais conhecidas foram It's Garry Shandling's Show e The Larry Sanders Show.
No cinema, ele teve um papel recorrente no Universo Cinematográfico da Marvel, aparecendo em Homem de Ferro 2 e Capitão América: O Soldado Invernal. Ele também emprestou sua voz para a tartaruga Verne em Over the Hedge. A última atuação de Shandling foi como a voz de Ikki no remake live-action de The Jungle Book, e o filme foi dedicado à sua memória.
Durante sua carreira de quatro décadas, Shandling foi nomeado para 19 Primetime Emmy Awards e dois Golden Globe Awards, junto com muitos outros prêmios e indicações. Ele serviu como anfitrião do Grammy Awards quatro vezes e como anfitrião do Emmy Awards três vezes.

## Biografia
Shandling iniciou sua carreira trabalhando com publicidade, mas pouco depois começou a escrever comédia e stand-up. Participou do "Tonight Show", da NBC, com Johnny Carson em 1981. Em 1986, começou a experimentar com a comédia na televisão em sua primeira série "It's Garry Shandling's Show". Em 1992 ele criou o "The Larry Sanders Show", que o apresentava como um apresentador egocêntrico de um programa noturno de televisão, com uma vida de celebridade cheia de ansiedade por trás das câmeras. Seu programa teve duração até 1998. Sua atuação lhe rendeu duas indicações ao Globo de Ouro, em 1995 e 1996, na categoria Melhor Ator em Série Televisiva.

### Morte
Morreu em 24 de março de 2016, em Los Angeles. Foi socorrido em sua casa, mas chegou morto ao hospital. A causa da morte não foi confirmada, mas é considerada com maior probabilidade um ataque cardíaco.